# João José Soares Zilhão
João José Soares Zilhão (28 de Setembro de 1886 - 25 de Fevereiro de 1979) foi um militar e administrador colonial português.

## Família
Filho de Manuel António Coelho Zilhão (Torre de Moncorvo, Carviçais, 16 de Dezembro de 1858 - ?) e de sua mulher (Lisboa, Santa Isabel, 19 de Fevereiro de 1887) Isabel Adelaide Viana Soares.

## Biografia
Brigadeiro de Artilharia, foi Governador Interino da Guiné, Governador Interino da Província do Sul do Save, Governador Geral de Moçambique, Comandante da Escola Prática de Artilharia, Comandante Militar de Moçambique e Director da Companhia do Açúcar de Angola.
No posto de Tenente-Coronel, a 5 de Abril de 1934 foi feito Grande-Oficial da Ordem da Coroa de Itália, e a 21 de Outubro de 1937 foi feito Comendador da Ordem da Estrela de Anjouan de França.

## Casamento e descendência
Casou com Leopoldina Pereira de Castro Galhardo, com geração.